# 黄河大学
黄河大学，是曾经存在的一所位于河南省郑州市的大学，由美籍华人教育家程君复首倡，是中华人民共和国第一所由海外华侨与政府共同合办的大学。

## 历史
1980年，美籍华人教育家程君复应邀来华访问。在访问中国后，程君复意识到中国没有一所世界一流水平的大学，高等教育跟不上社会发展的需要。这种情况在河南省尤为突出，全国当时有80余所重点大学，河南没有一所。程君复对祖国人才不足和高等教育不均衡的状况十分担忧。为改变河南教育落后的局面，就在这次行程中，他提出了由海外华人合办一所高水平的黄河大学的设想。
1984年年初，河南省政府与程君复就有关筹建黄河大学事宜进行磋商，并于4月1日签订了备忘录。根据备忘录，河南省政府组成了由省长带头的国内筹委会，将占地1200余亩的原省委第三招待所辟为黄河大学校址。程君复等华裔组成了海外筹委会，负责筹集资金，聘请教授等工作。随后，程君复向东南亚和欧美的海外华人发出了捐款倡议，在他的推动下，仅在美国，就得到了300余位海外华人的响应，还有一部分人士愿意到黄河大学任教，孙中山的孙女孙穗芳更把位于夏威夷的一幢写字楼卖掉，将所得的资金全额捐给了黄河大学。
1985年9月15日，黄河大学举行开学典礼。当年除夕夜，美国媒体ABC电视台把黄河大学的成立列为当年重大新闻，在美国播报。
1989年六四事件发生后，中国国内外环境发生巨大变化，学校工作受到很多限制，1991年秦元勋校长离校后，人才流失严重，后来被整体合并到了郑州大学。